# 哈勃环形山
哈勃环形山（Hubble）是月球正面紧靠东北偏北边沿的一座古老的大撞击坑，形成于酒海纪，但较危海盆地年轻，其名称取自美国著名天文学家埃德温·鲍威尔·哈勃（1889年-1953年），1964年被国际天文联合会批准接受。

## 描述

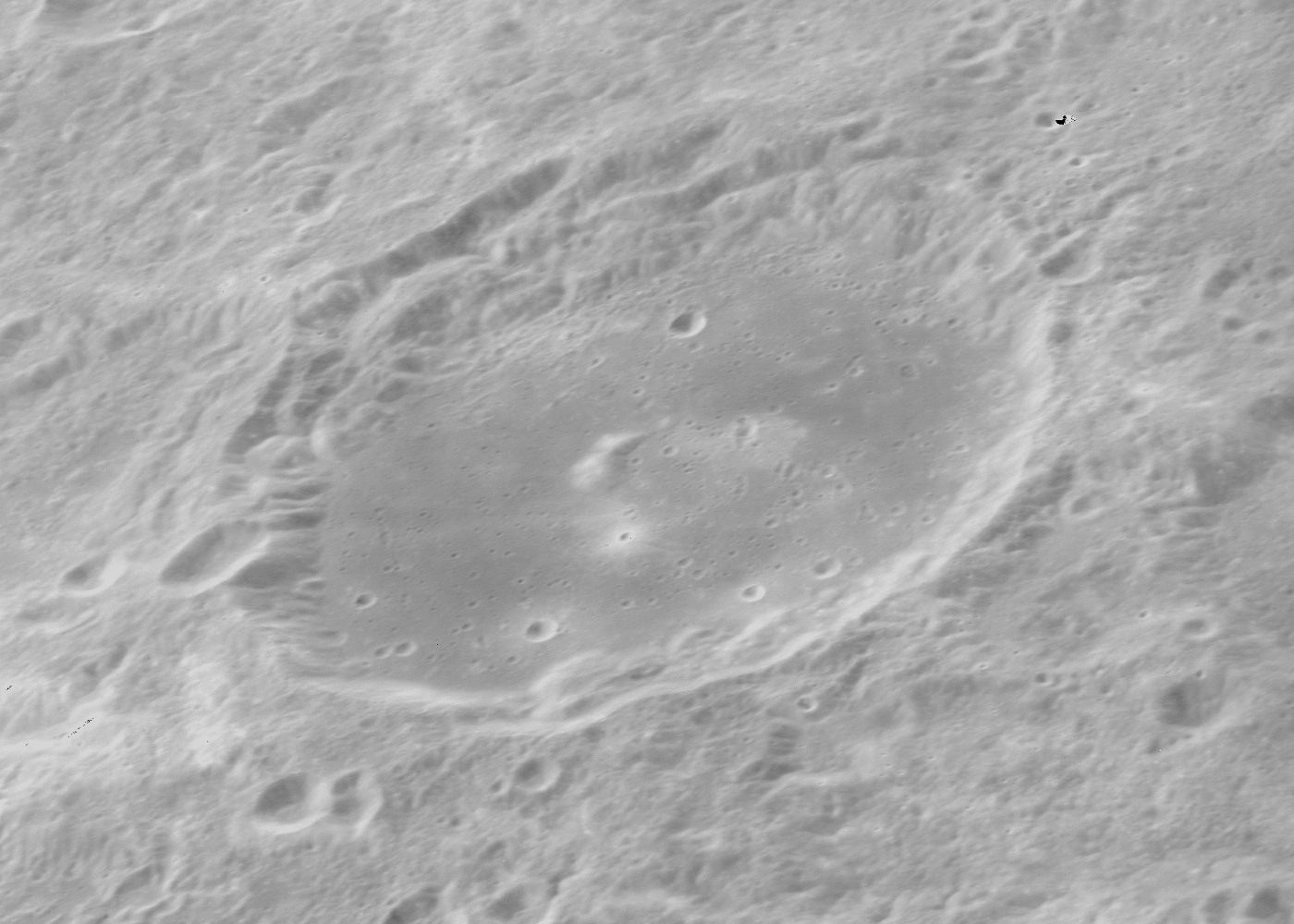
阿波罗16号拍摄的斜视图

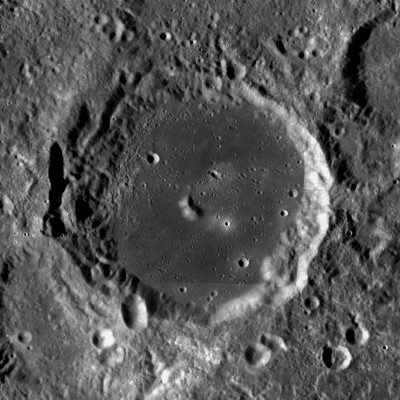
月球勘测轨道飞行器拍摄的图像

哈勃环形山坐落于界海以北，西南为坎农环形山，东北则是大小类似的李雅普诺夫环形山。该陨坑的中心月面坐标为22°17′N 86°55′E / 22.29°N 86.91°E，直径81.84公里，深度2.8公里。
该陨坑的边缘已受磨损和侵蚀，部分边缘区稍不规则，坑壁平均高出周边地形1.37公里，内部容积6244.93公里³。该坑西侧内壁较为宽阔，其轮廓略微向外凸出，而东侧壁保存最为完整，该部分可被从地球上看到。
陨坑内底表已被玄武质熔岩覆盖，形成一反照率较周边地形更低的表面，但其色调与南面幽暗的月海并不相同。该地表相对平坦，除一些微小陨坑外，无其它地质特征。中心点附近并无中央峰，而是坐落着一对小月坑。
哈勃环形山所处位置可从地球上看到，但其能见度受月球摄动的影响。

## 卫星陨石坑
按照惯例，最靠近哈勃环形山的卫星坑在月图上以字母标注在该坑中心点的旁边。

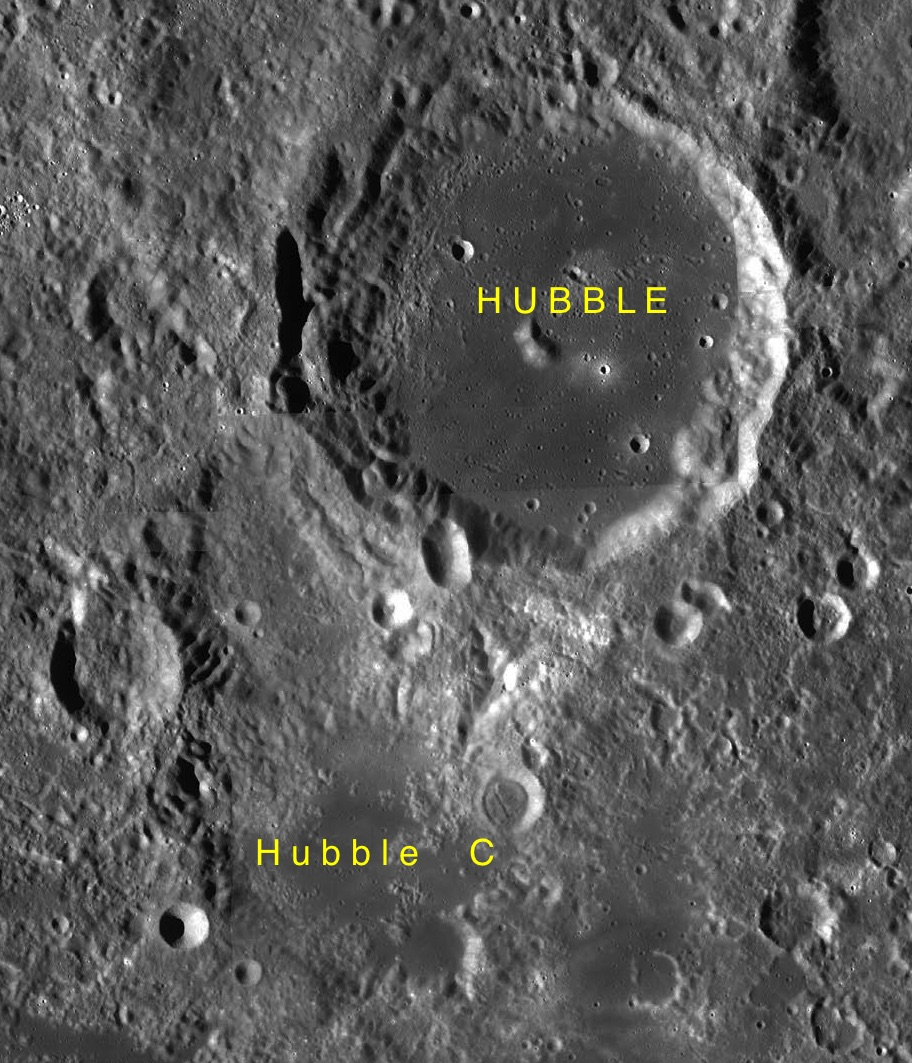
LAC-45 区域图

| 哈勃 | 纬度     | 经度     | 直径       |
| ---- | -------- | -------- | ---------- |
| C    | 19.27° N | 85.37° E | 53.64 公里 |

## 另请参阅
- 小行星2069

## 延伸阅读
- Andersson, L. E.; Whitaker, E. A. . NASA RP-1097. 1982.
- Blue, Jennifer. . USGS. July 25, 2007  [2007-08-05]. （原始内容存档于2019-12-13）.
- Bussey, B.; Spudis, P. . New York: Cambridge University Press. 2004. ISBN 978-0-521-81528-4.
- Cocks, Elijah E.; Cocks, Josiah C. . Tudor Publishers. 1995. ISBN 978-0-936389-27-1.
- McDowell, Jonathan. . Jonathan's Space Report. July 15, 2007  [2007-10-24]. （原始内容存档于2019-06-21）.
- Menzel, D. H.; Minnaert, M.; Levin, B.; Dollfus, A.; Bell, B. . Space Science Reviews. 1971, 12 (2): 136–186. Bibcode:1971SSRv...12..136M. doi:10.1007/BF00171763.
- Moore, Patrick. . Sterling Publishing Co. 2001. ISBN 978-0-304-35469-6.
- Price, Fred W. . Cambridge University Press. 1988. ISBN 978-0-521-33500-3.
- Rükl, Antonín. . Kalmbach Books. 1990. ISBN 978-0-913135-17-4.
- Webb, Rev. T. W.  6th revised. Dover. 1962. ISBN 978-0-486-20917-3.
- Whitaker, Ewen A. . Cambridge University Press. 1999. ISBN 978-0-521-62248-6.
- Wlasuk, Peter T. . Springer. 2000. ISBN 978-1-85233-193-1.